# Драгоманце
 Тази статия е за селото в Северна Македония.  За селото в Егейска Македония, Гърция, чието гръцко име е Апсалос, вижте Драгоманци.  
Драгоманце или Драгоманци (на македонска литературна норма: Драгоманце) е село в Северна Македония, в община Старо Нагоричане.

## География
Селото е разположено в областта Средорек.

## История
В края на XIX век Драгоманце е българско село в Кумановска каза на Османската империя. Според статистиката на Васил Кънчов („Македония. Етнография и статистика“) от 1900 г. Драгоманци е населявано от 295 жители българи християни.
Цялото население на селото е сърбоманско под върховенството на Цариградската патриаршия. Според патриаршеския митрополит Фирмилиан в 1902 година в селото има 25 сръбски патриаршистки къщи. По данни на секретаря на Българската екзархия Димитър Мишев („La Macédoine et sa Population Chrétienne“) в 1905 година в Драгоманци има 240 българи патриаршисти сърбомани и в селото фукционира сръбско училище.
В учебната 1907/1908 година според Йован Хадживасилевич в селото има патриаршистко училище.
Според преброяването от 2002 година селото има 133 жители.
| Националност     | Всичко |
| северномакедонци | 124    |
| албанци          | 0      |
| турци            | 0      |
| роми             | 0      |
| власи            | 0      |
| сърби            | 9      |
| бошняци          | 0      |
| други            | 0      |

## Личности
Починали в Драгоманце
- Йован Гъркович Гапон (? – 1912), войвода на сръбската въоръжена пропаганда в Македония
- Серафим, български революционер на ВМОРО, кумановски войвода загинал в битка с турски аскер през март 1908 година в Драгоманце